# 341359 Gregneumann
341359 Gregneumann è un asteroide della fascia principale. Scoperto nel 2007, presenta un'orbita caratterizzata da un semiasse maggiore pari a 2,9857464 UA e da un'eccentricità di 0,0920535, inclinata di 8,96499° rispetto all'eclittica.